# Janez Gruden
Janez Gruden (tudi Ivan Gruden), slovenski pisatelj, esejist in prevajalec, * 30. januar 1887, Mrzla Rupa, Vojsko, † 9. januar 1930, Ljubljana.

## Življenje in delo
Rodil se je v družini kmetov Urbana Grudna in Marjane Šinkovec v zaselku Mrzla Rupa na Vojskem. Po končani gimnaziji v Ljubljani (1908) je študiral romanske jezike na univerzah na Dunaju, Grenoblu in Firencah. Od leta 1913 z izjemo enega leta, ko je poučeval na Trgovski akademiji je vse do smrti poučeval francoščino, italijanščino,  stenografijo in petje na državni trgovski šoli v Ljubljani.
Med 1. svetovno vojno je bil kurir v Italiji. Dogodivščine kurirske službe je šaljivo opisal v krajših zgodbah, ki sta jih objavljala lista Slovenec in Večerni list. Po vojni je bil dodeljen plebiscitarni komisiji na Koroškem za tolmača. Pod psevdonimom Peter Klemen  je pisal satire in groteske v razne liste ter podlistke v Slovenca, Večerni list in Novi čas. V  
Dom in svetu je objavil eseja Italia futurista (1913) in Madame de Staël, ob stoletnici njene smrti 14. junija 1817. Kritično je ocenil slovnico Marice Gregorič-Stepančič Istruzione pratica di linguea e gramatica slovena (Trst 1916). Ob 600 letnici Dantejeve smrti je v reviji Mladika s podnaslovom Družinski list s podobami prispeval temeljito razpravo Dante, njega življenje in delo (1921). Za isto revijo je prevedel novelo italijanske pisateljice Matilde Serao Cvetličarka (1921) ter komedijo Daria Niccodemia Učiteljica (COBISS). Prevedel je še nekatera druga dela, ki pa so ostala v rokopisu.